# Жиро, Сюзанна (композитор)
Сюзанна Жиро (фр. Suzanne Giraud, 31 июля 1958, Мец) — французский композитор.

## Биография
Выросла в Страсбурге, где и начала заниматься музыкой в Страсбургской консерватории. В Парижской консерватории училась у Клода Бальифа, Юга Дюфура и Тристана Мюрая, в Академии Киджи у Франко Донатони, в Дармштадте у Брайана Фернихоу. В Риме познакомилась с Джачинто Шельси, вошла в его ближайший круг. В 1984—1986 была стипендиатом Виллы Медичи.
В 2005 по приглашению Фонда Шельси выступала в Риме со своей музыкой и воспоминаниями о композиторе. В 2007—2008 была приглашенным композитором в Женевской консерватории.

## Творчество
Музыка Сюзанны Жиро нередко вдохновлена образами архитектуры, живописи, литературы.

## Творческие контакты
Сочинения Жиро заказывают и исполняют Филармонический оркестр Радио Франции, Les Percussions de Strasbourg, Квартет Ардитти и др. известные коллективы. Она сотрудничает с видными писателями (Доминик Фернандес, Паскаль Киньяр и др.), театральными режиссёрами (Оливье Пи).

## Избранные произведения
- Tentative-univers для перкуссии (1983)
- Ergo sum для инструментального ансамбля (1984)
- Contrées d’un rêve для оркестра (1987)
- Crier vers l’horizon для фагота и оркестра (1991)
- Non, peut-être для струнного оркестра (1994)
- Эдип для баритонального баса, смешанного хора и инструментального ансамбля (1995)
- La musique nous vient d’ailleurs для инструментального ансамбля, по роману Толкина Властелин колец (1995)
- Петрарка для трех женских и трех мужских голосов а капелла (1996)
- Envoûtements для струнного квартета (1996)
- Ton coeur sur la pente du ciel для оркестра (1998)
- To one in Paradise для меццо-сопрано и оркестра, на стихи Эдгара По (1999)
- Zéphyr для фортепиано (1999)
- Яффа для меццо-сопрано, хора и оркестра, по картине Гро (2001)
- В начале было слово для камерного хора и ансамбля перкуссионистов (2002)
- Le bel été для баритона и фортепиано, на стихи Ива Бонфуа (2002)
- Сосуд благовонный/ Le Vase de Parfums, опера (либретто и постановка Оливье Пи, 2004, см. видео: )
- Концерт для виолончели и оркестра (2004, исполнен Анн Гастинель)
- Басни/ Fables для рассказчика, детского хора и оркестра (2005)
- Обезьяна, замерзшее море и мобильный телефон/ Le singe, la banquise et le téléphone portable, опера для детей (2005)
- 4 fluides для кларнета и струнного оркестра (2007)
- Echo-réplique для оркестра (2008)
- 926 с половиной, камерная опера для 4-х певцов и фортепиано (2009)

## Признание
Премии Джордже Энеску, Жоржа Бизе. Международное общество современной музыки дважды отбирало её сочинения для Всемирных дней музыки — в 1986 (Будапешт) и 1998 (Манчестер).